# Alexander Herrmann (Mediziner)

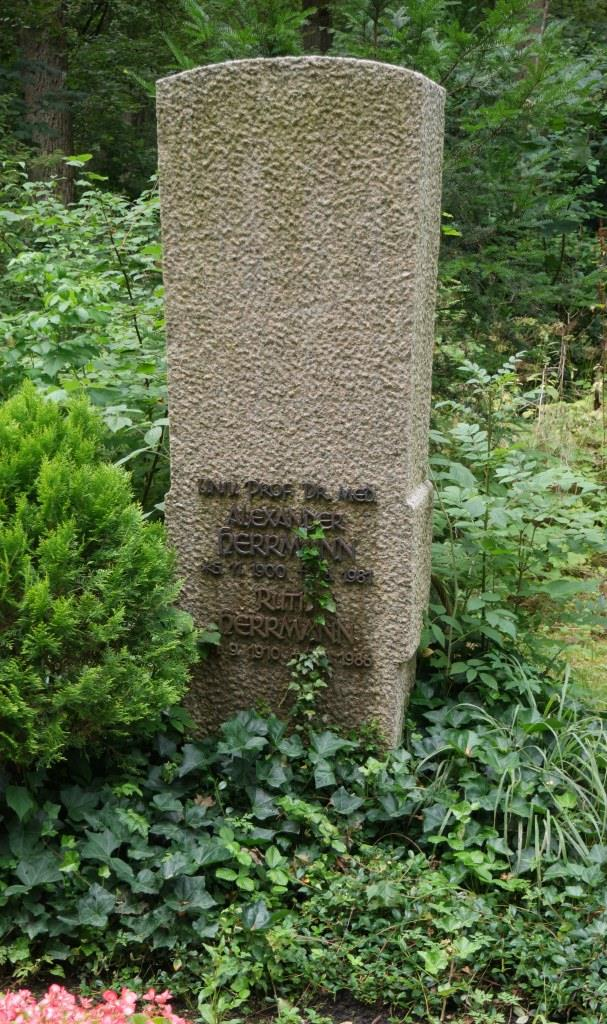
Grab von Alexander Herrmann auf dem Waldfriedhof in München-Solln

Alexander Herrmann (* 5. November 1900 in Darethen, Landkreis Allenstein; † 6. August 1981 in München) war ein deutscher HNO-Arzt und Hochschullehrer in Gießen, Erfurt, Greifswald, Mainz und München.

## Leben
Herrmann studierte an der Albertus-Universität Königsberg Medizin. Seit 1919 gehörte er der Königsberger Burschenschaft Gothia; seit 1920 auch der Burschenschaft Teutonia zu Kiel an. Er wechselte an die Ludwig-Maximilians-Universität München (LMU) und die Friedrich-Wilhelms-Universität zu Berlin. In Berlin wurde er 1923 zum Dr. med. promoviert.
Seine chirurgische Grundausbildung erhielt er bei Otto Kleinschmidt in Berlin. Er habilitierte sich 1929 an der Hessischen Ludwigs-Universität bei Alfred Brüggemann. In Gießen, wo er seit 1927 auch an der Ohrenklinik tätig war, lehrte er ab 1934 auch als apl. Professor. Hermann leitete als erster Chefarzt die 1933/1934 neu gegründete Abteilung für HNO-Heilkunde der städtischen Krankenanstalten Erfurt.
Von 1933 bis 1935 war er Mitglied der der SA und wechselte dann zur SS. Am 6. Juli 1937 beantragte er die Aufnahme in die NSDAP und wurde rückwirkend zum 1. Mai desselben Jahres aufgenommen (Mitgliedsnummer 5.486.822). 1939 folgte er dem Ruf der Ernst-Moritz-Arndt-Universität Greifswald. 1946 wurde er auf den Lehrstuhl für HNO-Heilkunde der wiedereröffneten Johannes Gutenberg-Universität Mainz berufen. Er machte die städtische HNO-Abteilung zur Universitätsklinik. Ab 1952 war er HNO-Ordinarius der LMU. Zugleich übernahm er die Leitung der HNO-Klinik der Technischen Hochschule München, die seit der Emeritierung von Wilhelm Brünings (1950) kommissarisch von dessen Oberarzt Alfred Kressner geleitet wurde. Diese leitete er bis 1970. Emeritiert wurde er 1969. Sein Nachfolger wurde Hans-Heinz Naumann.
Herrmann war unter anderem Ehrenmitglied der griechischen, spanischen und ungarischen oto-laryngologischen Gesellschaften.